# IC 5014
IC 5014 ist eine linsenförmige Galaxie vom Hubble-Typ S0 im Sternbild Pfau am Südsternhimmel. Sie ist schätzungsweise 167 Millionen Lichtjahre von der Milchstraße entfernt. 
Das Objekt wurde am 26. September 1900 vom Astronomen DeLisle Stewart entdeckt.